# РФТ
РФТ (реактор физико-технический) — советский исследовательский ядерный реактор 1950-х годов, первый в мире петлевой материаловедческий реактор канальной конструкции.
Построен в Курчатовском институте в Москве, первоначально носил кодовое название «объект № 37». Здание реактора сооружено по проекту архитектора Ю. А. Дульгиера, который по просьбе И. В. Курчатова придал ему вид непромышленного сооружения. РФТ введён в действие в апреле 1952 года практически одновременно с созданным со схожими целями американским реактором MTR. Предназначался для того, чтобы служить источником нейтронов для физических экспериментов и для исследований радиационной стойкости конструкций тепловыделяющих элементов новых энергетических ядерных реакторов. Тепловая мощность — 10 МВт на потоке нейтронов плотностью 8·1013 нейтронов / (см2·с).
Благодаря опыту создания и эксплуатации реактора были отработаны конструкции твэлов для Обнинской АЭС. В частности, были измерены сечения деления различных ядер, исследовано поведение графита, сталей различных марок, урана в условиях мощного γ-излучения и нейтронного излучения, характерных для сред ядерных реакторов.
Эксплуатировался до 1962 года, после чего был частично демонтирован и законсервирован; в том же помещении был построен новый реактор МР, физический пуск которого состоялся в 1963 году. В дальнейшем совмещение физических экспериментов и технических исследований на одном реакторе признано неэффективным.